# Corinna buccosa
Corinna buccosa är en spindelart som beskrevs av Simon 1896. Corinna buccosa ingår i släktet Corinna och familjen flinkspindlar.
Artens utbredningsområde är Amazonas (Brasilien). Inga underarter finns listade i Catalogue of Life.